# Piața Unirii

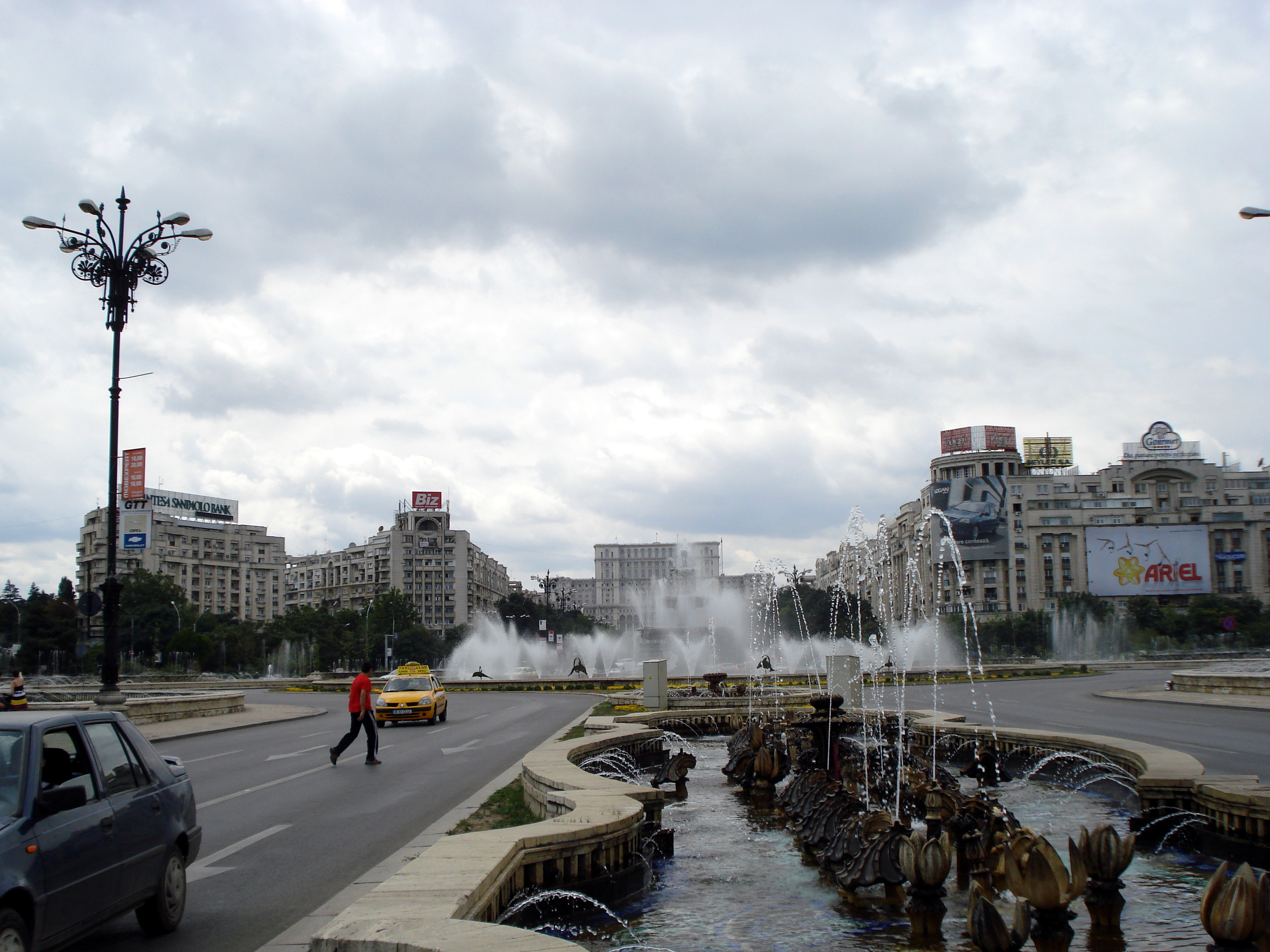
Fontanny na Piața Unirii

Piața Unirii (Plac Zjednoczenia lub Plac Unii) – jeden z największych placów w Bukareszcie, położonym w centrum miasta, gdzie spotykają się sektory 1, 2, 3 i 4. Jest podzielony na pół przez Bulevardul Unirii, pierwotnie zbudowany w czasach komunizmu jako Bulwar Zwycięstwa Socjalizmu i przemianowany po rewolucji rumuńskiej w 1989 roku.
Plac jest ważnym węzłem komunikacyjnym, gdzie znajduje się kompleks stacji metra Piața Unirii dla trzech linii metra (M1, M2 i M3) i głównym węzłem komunikacji autobusowej RATB. W pobliżu południowo-zachodniego narożnika placu znajduje się pętla tramwajowa. Unirea Shopping Center, dom towarowy Cocor i duży postój taksówek znajdują się po wschodniej stronie tego placu, a Hanul lui Manuc jest po północnej stronie, w pobliżu północno-wschodniego narożnika. W centrum placu znajduje się mały park i fontanny, które są szczególnie popularne wśród osób dojeżdżających do pracy i przechodniów w upalne letnie miesiące. Na miejscu tego parku istniały plany budowy Rumuńskiej Katedry Ocalenia Narodowego, ale pomysł okazał się technicznie niemożliwy ze względu na trudne geologiczne podłoże i brak przychylności wśród miejscowych mieszkańców, dlatego też zmieniono lokalizację nowej katedry.